# Ивица Матковић
Ивица Матковић (Зларин, 1913 – област Цеље, 1945) је био усташки потпуковник и администратор концентрационог логора Јасеновац између 1942. и марта 1943. Током његовог мандата десила су се најгора злодела у кампу а он је био директан учесник планирања и егзекуција.

## Долазак у Јасеновац
Према државној комисији Хрватске, Ивица Матковић је стигао у Јасеновац почетком 1941. године као изасланик Вјекослава Лубурића. Он је један од одговорних за масакре током католичког Божића 1941. У јануару 1942, изабран је за администратора кампа а Љубо Милош је постављен за његовог заменика. Милоша су поставили Мирослав Филиповић и Хинко Пићили.
Матковић је био познат као хладнокрвни убица, који се често забављао малтретирањем жртава док су умирали. Ликвидације у кампу, које су се до његовог доласка дешавале на отвореном и стихијски, су сада постале организоване и систематске. Матковић је наредио Пицилију да конструише крематоријум.